# Nationale Frauen-Fußball-Meisterschaft 2010
Die Nationale Frauen-Fußball-Meisterschaft 2010 war die 7. Austragung des Fußball-Pokalwettbewerbs für südkoreanische Vereinsmannschaften der Frauen.
Das Pokalturnier fand zwischen den 17. Juli und dem 23. Juli 2010 statt. Die Spiele wurden in Habcheon, im Habcheon-Gongseol-Stadion ausgetragen.

## Teilnehmende Mannschaften
Am Pokalturnier nahmen die WK-League-Mannschaften teil. Außerdem dürften auch Mannschaften, die sich angemeldet haben, mit am Pokalturnier teilnehmen.
| WK-League die 6 Vereine der WK-League 2010 | angemeldete Mannschaften |
| - Goyang Daekyo Noonnoppi WFC - Incheon Hyundai Steel Red Angels - Seoul Amazones - Suwon FMC WFC - Busan Sangmu WFC - Chungnam Ilhwa Chunma WFC | - Bucheon BEST WFC       |

## Gruppenphase

### Gruppe A
| Pl. | Verein                         | Sp. | S | U | N | Tore    | Diff. | Punkte |
| --- | ------------------------------ | --- | - | - | - | ------- | ----- | ------ |
| 1.  | Seoul Amazones                 | 3   | 2 | 1 | 0 | 005:300 | +2    | 07     |
| 2.  | Gyeongnam Daekyo Kangerous WFC | 3   | 2 | 1 | 0 | 008:400 | +4    | 07     |
| 3.  | Chungnam Ilhwa Chunma WFC      | 3   | 1 | 0 | 2 | 005:600 | −1    | 03     |
| 4.  | Busan Sangmu WFC               | 3   | 0 | 0 | 3 | 001:600 | −5    | 0      |

| 17. Juli 2010                  |                 |                                |
| Seoul Amazones                 | 2:1             | Chungnam Ilhwa Chunma WFC      |
| 17. Juli 2010                  |                 |                                |
| Gyeongnam Daekyo Kangerous WFC | 3:0             | Busan Sangmu WFC               |
| 19. Juli 2010                  |                 |                                |
| Chungnam Ilhwa Chunma WFC      | 2:3             | Gyeongnam Daekyo Kangerous WFC |
| 19. Juli 2010                  |                 |                                |
| Busan Sangmu WFC               | 0:1             | Seoul Amazones                 |
| 21. Juli 2010                  |                 |                                |
| Chungnam Ilhwa Chunma WFC      | 2:1             | Busan Sangmu WFC               |
| 21. Juli 2010                  |                 |                                |
| Seoul Amazones                 | 2:2 (3:1 i. E.) | Gyeongnam Daekyo Kangerous WFC |

### Gruppe B
| Pl. | Verein                           | Sp. | S | U | N | Tore    | Diff. | Punkte |
| --- | -------------------------------- | --- | - | - | - | ------- | ----- | ------ |
| 1.  | Suwon FMC WFC                    | 2   | 2 | 0 | 0 | 004:100 | +3    | 06     |
| 2.  | Incheon Hyundai Steel Red Angels | 2   | 1 | 0 | 1 | 003:300 | ±0    | 03     |
| 3.  | Bucheon BEST WFC                 | 2   | 0 | 0 | 2 | 002:500 | −3    | 0      |

| 17. Juli 2010                    |     |                                  |
| Bucheon BEST WFC                 | 1:3 | Incheon Hyundai Steel Red Angels |
| 19. Juli 2010                    |     |                                  |
| Suwon FMC WFC                    | 2:1 | Bucheon BEST WFC                 |
| 21. Juli 2010                    |     |                                  |
| Incheon Hyundai Steel Red Angels | 0:2 | Suwon FMC WFC                    |

## K.O.-Runde

### Finale
Das Finale fand am 23. Juli 2010 im Habcheon-Gongseol-Stadion statt.
|                | Ergebnis |               |
| -------------- | -------- | ------------- |
| Seoul Amazones | 1:2      | Suwon FMC WFC |